# Ambyr Childers
Ambyr C. Childers (Cottonwood (Arizona), 18 juli 1988) is een Amerikaans actrice. Ze speelde in diverse films en series, waaronder Vice, All My Children en You.

## Privé
Childers was van 2009 tot en met 2017 getrouwd met filmproducent Randall Emmett, met hem kreeg ze in 2010 en in 2013 twee dochters.

## Filmografie

### Film
- 2003: Carolina, als jonge Carolina
- 2003: Dickie Roberts: Former Child Star, als Barbie
- 2011: Love, als Amerikaanse astronaut
- 2011: All Things Fall Apart, als Sherry
- 2011: House of the Rising Sun, als gekooide vrouw
- 2011: Setup, als serveerster Haley
- 2012: Lay the Favorite, als receptioniste
- 2012: Playback, als Riley
- 2012: Freelancers, als Elaine Morrison
- 2012: The Master, als Elizabeth Dodd
- 2013: Gangster Squad, als Milk Skinned Blonde
- 2013: Broken City, als Mary
- 2013: We Are What We Are, als Iris Parker
- 2013: 2 Guns, als Ms. Young
- 2015: Vice, als Kelly
- 2017: A Moving Romance, als Olivia Wilson
- 2018: Pinocchio, als Trixie de vos

### Televisie
- 2000: L.A. 7, als wandelaar
- 2006-2008: All My Children, als Colby Chandler
- 2013-2016: Ray Donovan, als Ashley Rucker
- 2015: Aquarius, als Susan Atkins / Sadie
- 2016: Criminal Minds: Beyond Borders, als Natalie Knox
- 2018-2019: You, als Candace Stone